# Allgemeines Gelehrten-Lexicon
L'Allgemeines Gelehrten-Lexicon è un dizionario biografico di studiosi illustri e dei loro scritti conosciuti fino all'anno 1750. La prima edizione fu curata dallo storico Christian Gottlieb Jöcher e pubblicata in 4 volumi a partire dal 1750.
I primi due volumi apparvero nella "Johann Friedrich Gleditschens Buchhandlung", la libreria di vendita al dettaglio continuata dagli eredi di Johann Friedrich Gleditsch.
Il terzo volume della prima edizione fu pubblicato dalla casa editrice Georg Jöntzen di Delmenhorst, mentre i volumi da 4 a 6 furono editi dalla Johann Georg Heyse di Brema.
Gli altri curatori della prima edizione furono Johann Christoph Adelung e Heinrich Wilhelm Rotermund (limitatamente al terzo volume). 
Dal 1784 al 1897 furono pubblicati in totale sette volumi supplementari e continuativi. La Georg Olms Verlag di Hildesheim) li presentò dal 1960 al 1998 in una ristampa dell'opera fedele all'originale, opera che ora ammonta a 11 volumi. Nel 1984 uscì un'edizione in microfiche.

## Opere antecedenti
- Johann Burckhardt Mencke: Compendiöses Gelehrten-Lexicon. Johann Friedrich Gleditisch und Sohn, Lipsia 1715.
- Christian Gottlieb Jöcher: Compendiöses Gelehrten-Lexicon: Darinnen Die Gelehrten aller Stände, als Fürsten und Staats-Leute, die in der Literatur erfahren, Theologi, Prediger, Juristen, Politici, Medici, Philologi, Philosophi, Historici, Linguisten, Mathematici, Scholastici, Oratores und Poeten, so wohl männ- als weiblichen Geschlechts, welche vom Anfang der Welt grösten theils in gantz Europa bis auf jetzige Zeit gelebet … kurtz und deutlich nach Alphabetischer Ordnung beschrieben worden … ;.. Die Andere Auflage in zwey Theile getheilet, sorgfältig übersehen, und mit etlichen 1000 Articuln vermehret, …
  - vol. 1: A–L. Johann Friedrich Gleditisch seel. Sohn, Lipsia 1726.
  - vol. 2: M–Z. Anderer Theil, Johann Friedrich Gleditisch seel. Sohn, Lipsia 1726.
- Christian Gottlieb Jöcher:  Compendiöses Gelehrten-Lexicon: Darinnen Die Gelehrten aller Stände so wohl männ=als weiblichen Geschlechts, welche von Anfang der Welt bis auf ietzige Zeit gelebt, und sich der gelehrten Welt bekannt gemacht, … In due parti, la terza edizione:
  - vol. 1: A–L. Johann Friedrich Gleditisch seel. Sohn, Lipsia 1733.
  - vol. 2: M–Z. Anderer Theil, Johann Friedrich Gleditisch seel. Sohn, Lipsia 1733.

## Struttura
Il sottotitolo della vecchia edizione riassume il contenuto del lexicon:
(Allgemeines Gelehrten-Lexicon)
- Parte 1: A–C. Johann Friedrich Gleditsch, Lipsia 1750
- Parte 2: D-L. Johann Friedrich Gleditsch, Lipsia 1750
- Parte 3: MR. Johann Friedrich Gleditsch, Lipsia 1751
- Parte 4: S-Z. Johann Friedrich Gleditsch, Lipsia 1751

## Seguito e supplementi
Un'opera tematica di tale complessità non può mai essere completa e così un certo numero di persone iniziò presto a pubblicare trattati destinati a integrarla criticamente. Va qui evidenziata l'opera molto frammentaria di Ernst Christian Hauber (1730-1801) e quella molto più complessa di Johann Gottlob Wilhelm Dunkel. Alla fine del XVIII secolo, Johann Christoph Adelung riprese il testo. Karl August Hennicke (1769-1831) lavorò anche ad ulteriori aggiunte all'opera all'inizio del XIX secolo, tra cui il dizionario dello scrittore Johann Georg Meusel. Heinrich Guglielm Rotermund, a sua volta, pur continuando l'opera di Adelung, si concentrò nuovamente sulla sistematica della Jöcherisches Allgemeine Gelehrtenlexikon, che ricevette poi un altro volume supplementare dalla Deutsche Gesellschaft di Lipsia alla fine dell'Ottocento. Le seguenti opere sono quindi disponibili come supplementi dell'Allgemeines Gelehrtenlexikon:
- Ernst Christian Hauber: Beytrag zum Jöcherischen Gelehrtenlexicon. Rothischen Buchhandlung, Copenaghen, Lipsia 1753.
- Johann Gottlob Wilhelm Dunkel: Historisch-kritische Nachrichten von verstorbenen Gelehrten und deren Schriften. Insonderheit aber Denenienigen, welche in der allerneuesten Ausgabe des Jöcherischen Allgemeinen Gelehrten-Lexicons entweder gänzlich mit Stillschweigen übergangen, oder doch mangelhaft und unrichtig angeführet werden.
  - 1° volume
    - 1° volume, 1ª parte, Cörnerische Buchhandlung, Köthen, 1753
    - 1° volume, 2ª parte, Cörnerische Buchhandlung, Köthen, 1753
    - 1° volume, 3ª parte, Cörnerische Buchhandlung, Köthen, 1754
    - 1° volume, 4ª parte, Cörnerische Buchhandlung, Köthen, 1754

  - 2° volume
    - 2° volume, 1ª parte, Cörnerische Buchhandlung, Dessau e Köthen, 1755
    - 2° volume, 2ª parte, Cörnerische Buchhandlung, Dessau e Köthen, 1756
    - 2° volume, 3ª parte, Cörnerische Buchhandlung, Dessau e Köthen, 1756
    - 2° volume, 4ª parte, Cörnerische Buchhandlung, Köthen, 1756

  - 3° volume
    - 3° volume, 1ª parte, Cörnerische Buchhandlung, Köthen e Dessau, 1757
    - 3° volume, 2ª parte, Cörnerische Buchhandlung, Köthen e Dessau, 1758
    - 3° volume, 3ª parte, Cörnerische Buchhandlung, Köthen e Dessau, 1759
    - 3° volume, 4ª parte, Cörnerische Buchhandlung, Köthen e Dessau, 1760

- Johann Christoph Adelung: Fortsetzung und Ergänzungen zu Christian Gottlieb Jöchers allgemeinem Gelehrten-Lexico,[1]
  - Primo volume (AB), Johann Friedrich Gleditsch, Lipsia 1784
  - Secondo volume (C–I), Johann Friedrich Gleditsch, Lipsia 1787

- continuazione della lettera K di Heinrich Wilhelm Rotermund: Fortsetzung und Ergänzungen zu Christian Gottlieb Jöchers allgemeinem Gelehrten-Lexico:
  - Terzo volume (Ka–Lu; supplemento), Georg Jöntzen, Delmenhorst 1810
  - Quarto volume (Lu–Mo), Georg Jöntzen, Brema 1813
  - Quinto volume (Lun–Pf), Johann Georg Heyse, Brema 1816
  - Sesto volume (Pf–Ri), Johann Georg Heyse, Brema 1819

- a cura di Otto Gunther
  - Settimo volume (Ri–Ro; Supplemento), Deutsche Gesellschaft, Lipsia 1897
- Karl August Hennicke: Beiträge zur Ergänzung und Berichtigung des Jöcher’schen Allgemeinen Gelehrten-Lexikons und des Meusel’schen Lexikons der von 1750 bis 1800 verstorbenen teutschen Schriftsteller.
  - Prima parte, Paul Friedrich Vogel, Lipsia 1811
  - Seconda parte, Paul Friedrich Vogel, Lipsia 1812
  - Terza parte, Paul Friedrich Vogel, Lipsia 1812